# Calceolaria poikilanthes
Calceolaria poikilanthes är en toffelblomsväxtart som beskrevs av Noel Yvri Sandwith. Calceolaria poikilanthes ingår i släktet toffelblommor, och familjen toffelblomsväxter. Inga underarter finns listade i Catalogue of Life.